# Finale de la Coupe des clubs champions africains 1991
La finale de la coupe des clubs champions africains 1991 est un match de football disputé en aller-retour, opposant l'équipe tunisienne du Club africain à l'équipe ougandaise du Nakivubo Villa SC. Les rencontres sont jouées le 23 novembre 1991 au stade olympique d'El Menzah à Tunis, puis le 14 décembre 1991 au stade Nakivubo à Kampala.

## Match aller
| 23 novembre 1991 | Club africain                                                       | 6 - 2   | Nakivubo Villa SC     | Stade olympique d'El Menzah, Tunis                      |                                                         |
|                  | Mhaissi 30e 49e · Touati 44e · Sellimi 57e · Rouissi 79e 84e (pen.) | (2 - 1) | 33e Musisi · 81e Kato | Spectateurs : 40 000 Arbitrage : Dodji Hounnake-Kouassi | Spectateurs : 40 000 Arbitrage : Dodji Hounnake-Kouassi |
|                  | Rapport                                                             |         |                       | Spectateurs : 40 000 Arbitrage : Dodji Hounnake-Kouassi | Spectateurs : 40 000 Arbitrage : Dodji Hounnake-Kouassi |

## Match retour
| 14 décembre 1991 | Nakivubo Villa SC | 1 - 1   | Club africain | Stade Nakivubo, Kampala                      |                                              |
|                  | Butambuze 71e     | (0 - 0) | 51e Touati    | Spectateurs : 25 000 Arbitrage : Badara Sène | Spectateurs : 25 000 Arbitrage : Badara Sène |
|                  | Rapport           |         |               | Spectateurs : 25 000 Arbitrage : Badara Sène | Spectateurs : 25 000 Arbitrage : Badara Sène |